# یواس‌اس پلیموث راک (ال‌اس‌دی-۲۹)
یواس‌اس پلیموث راک (ال‌اس‌دی-۲۹) (به انگلیسی: USS Plymouth Rock (LSD-29)) یک کشتی بود که طول آن ۵۱۰ فوت (۱۶۰ متر) بود. این کشتی  در سال ۱۹۵۴ ساخته شد.